# کوئیچی یامادرا
کوئیچی یامادرا (انگلیسی: Kōichi Yamadera؛ زادهٔ ۱۷ ژوئن ۱۹۶۱) هنرپیشه، صداپیشه و خواننده اهل شیئوگاما، میاگی کشور ژاپن است.
از فیلم‌ها یا برنامه‌های تلویزیونی که وی در آن نقش داشته است می‌توان به نقش کیباگامی جوبِی در طومار نینجا، اسپایک در کابوی بیباپ، توگوسا در شبح درون پوسته، ریوجی کاجی در اونگلیون نسخه جدید سینمایی: ها، و ریوگا هیبیکی در رانما ۱/۲ اشاره کرد.